# Běženci panonských bažin
Běženci panonských bažin (v srbském originálu Сеобе) je jedno z nejvýznamnějších děl Miloše Crnjanského, srbského spisovatele 20. století. Román spatřil světlo světa v roce 1929 a pojednává o stěhování srbského obyvatelstva. V roce 1962 Crnjanski doplnil původní dílo ještě druhým, o poznání delším a komplexnějším (Druga knjiga Seoba). V roce 1989 byl román v jugoslávsko-francouzské koprodukci zfilmován. 
Příběh románu se odehrává v 18. století, během tzv. Druhého stěhování (které následovalo několik dekád po prvním, mnohem masivnějším), přesněji v časovém rozmezí od jara 1744 do léta 1745. Hlavní postavy, se kterými se čtenář může setkat, jsou historické; bratři Vuk a Arađel Isakovićevi, původem z Vojvodiny, sdílející život s jednou ženou, Dafinou. Kromě toho se objevují často, či jsou zmíny i další postavy, jako např. Arsenije IV. Jovanović Šakabenta, či francouzský král. Aby autor vykreslil dobovou atmosféru, dialogy mezi postavami jsou mnohdy v dobovém, slavenosrbském jazyce.
V knize se lze setkat se dvěma povídáními; jedním z nich je příběh Vuka Isakoviće cestujícího s podunajským vojenským plukem k Rýnu a zpět. Při tom se setkává s rakouskou kulturou stojící na pevných katolických základech, plně oddanou věrnosti Marii Terezii. Isaković dojde se svým podunajským plukem až k Rýnu, kde je vojensky poražen. Neustálé stěhování, zklamání, jakož i neschopnost cokoliv změnit spojená s neustálým využíváním vojsk porobených národů zde slouží jako metafora stěhování Srbů z 18. století. Druhé se věnuje vztahům mezi oběma bratry v jejich zemunském domě a jejich změnám poté, co Vuk odejde do armády, jakož i postavení žen v srbské společnosti.